# Klingervattnet (Ströms socken, Jämtland)
Klingervattnet är en sjö i Strömsunds kommun i Jämtland och ingår i Indalsälvens huvudavrinningsområde. Sjön har en area på 0,74 kvadratkilometer och ligger 519,1 meter över havet. Klingervattnet ligger i Gråberget-Hotagsfjällen Natura 2000-område. Sjön avvattnas av vattendraget Öjån.

## Delavrinningsområde
Klingervattnet ingår i det delavrinningsområde (711078-145780) som SMHI kallar för Utloppet av Klingervattnet. Medelhöjden är 558 meter över havet och ytan är 3,09 kvadratkilometer. Räknas de 6 avrinningsområdena uppströms in blir den ackumulerade arean 21,04 kvadratkilometer. Öjån som avvattnar avrinningsområdet har biflödesordning 3, vilket innebär att vattnet flödar genom totalt 3 vattendrag innan det når havet efter 282 kilometer. Avrinningsområdet består mestadels av skog (76 procent). Avrinningsområdet har 0,74 kvadratkilometer vattenytor vilket ger det en sjöprocent på 23,8 procent.